# 548年
| 千纪： | 1千纪 |
| 世纪： | 5世纪 \| 6世纪 \| 7世纪 |
| 年代： | 510年代 \| 520年代 \| 530年代 \| 540年代 \| 550年代 \| 560年代 \| 570年代                                                    |
| 年份： | 543年 \| 544年 \| 545年 \| 546年 \| 547年 \| 548年 \| 549年 \| 550年 \| 551年 \| 552年 \| 553年                              |
| 纪年： | 戊辰年（龙年）；南朝梁太清二年；高昌章和十八年；东魏武定六年；西魏大统十四年；蕭正德正平元年；新罗建元十三年；万春国天德五年 |

## 大事记
- 中国
  - 八月——侯景之乱：东魏降将侯景勾结京城守将萧正德，举兵谋反。
  - 西魏大统十六年，已建立起八柱國、十二大將軍、二十四開府的組織

## 逝世
- 6月28日——狄奧多拉皇后，拜占庭帝国皇帝查士丁尼一世（大帝）的妻子和皇后。